# 僕達のRUNAWAY
「僕達のRUNAWAY」（ぼくたちのランナウェイ）は、福永恵規の楽曲で、3枚目のシングル。1987年1月28日にキャニオン・レコードから発売。

## 解説
おニャン子クラブ卒業後初のシングル。

## 収録曲
- 全作詞：秋元康　作曲・編曲：後藤次利

1. 僕達のRUNAWAY (4:04)
2. March (4:00)

## 収録アルバム
オリジナル
- 『SAMBO』 (#1)

ベスト
- 『福永恵規ベスト』 (#1,2)
- 『MYこれ!クション 福永恵規BEST』 (#1,2)
  - どちらもリマスタリングされている。

コンピレーション
『おニャン子クラブA面コレクション Vol.4』 (#1)
- 『おニャン子クラブB面コレクション Vol.4』 (#2)